# Portada/efemèride febrer 13
Vernon Lee
« 12 de febrer · 13 de febrer · 14 de febrer »